# Distretto di Shaygal Wa Shiltan
Il distretto di Shaygal Wa Shiltan è un distretto dell'Afghanistan appartenente alla provincia del Konar. Conta una popolazione di 33.781 abitanti (dato 2003).